# Hamižná
Hamižná je přírodní rezervace jihozápadně od města Hartmanice v okrese Klatovy. Chráněné území se nerozkládá na kopci Hamižná (853 m), ale o několik set metrů severozápadněji. Zaujímá k západu skloněnou stráň vpravo od silnice z Hartmanic na Dobrou Vodu. Oblast spravuje Správa Národního parku Šumava. Rezervací vede naučná stezka. Důvodem ochrany jsou geomorfologické útvary, prameniště, skupiny stromů, porosty, přirozené přírodní ekosystémy se všemi jejich součástmi, rostlinnými a živočišnými společenstvy.